# Hyporhicnoda ultima
Hyporhicnoda ultima är en kackerlacksart som beskrevs av Philippe Grandcolas 1993. Hyporhicnoda ultima ingår i släktet Hyporhicnoda och familjen jättekackerlackor. Inga underarter finns listade i Catalogue of Life.